# Aguasol
Aguasol es una lujosa urbanización privada perteneciente a la ciudad española de Albacete, lo que le ha valido el sobrenombre de La Moraleja de Albacete.

## Geografía
Está situada a 8 km al sur de la ciudad de Albacete, y también al sur y aun más cerca del Aeropuerto de Albacete, de la Base Aérea de Los Llanos, de la Maestranza Aérea de Albacete, de la Escuela de Pilotos TLP de la OTAN y del Parque Aeronáutico y Logístico de Albacete. Al este linda con la Dehesa  de Los Llanos y al oeste con la CM-3203, por la que dista 2 km de la nueva Circunvalación Sur de Albacete y 3 km de la Autovía de Los Llanos en dirección a Albacete, y 7 km de El Salobral en dirección a Peñas de San Pedro, Ayna y Elche de la Sierra. A 4 km por la carretera provincial AB-501 se encuentra la localidad de Aguas Nuevas.

## Características
Aguasol comenzó a levantarse a principios de los años setenta del siglo XX. Cuenta con más de 150 chalets y casas unifamiliares en parcelas que oscilan por lo general entre los 1500 y los 4000 metros cuadrados. Dispone de varias zonas verdes, un parque infantil, capilla, e instalaciones deportivas como campo de fútbol, piscina, pista de balonmano, cancha de baloncesto, pistas de tenis y pista de pádel. Tiene control de acceso y servicio de vigilancia durante todo el día. En verano, cuando su población aumenta considerablemente, se organizan de forma habitual actividades recreativas al aire libre.